# Hålanda kyrka
Hålanda kyrka är en kyrkobyggnad i Hålanda i nordligaste delen av Ale kommun. Den tillhör sedan 2010 Skepplanda-Hålanda församling (tidigare Hålanda församling) i Göteborgs stift.

## Kyrkobyggnaden
Av den ursprungliga kyrkan från 1200-talet återstår betydande delar i det nuvarande långhusets västra del. Här har påträffats muralmålningar som sannolikt har medeltida ursprung. I sin nuvarande utformning stod kyrkan klar efter en renovering 1756, då nuvarande tresidigt avslutade kor tillkom och vapenhuset byggdes på till ett torn. Sakristian uppfördes 1767.

## Takmålningar
Kyrkorummets tunnvalv av trä har målningar från 1776 utförda av Jonas Dürchs. Exteriören har förändrats under åren men takmålningarna har aldrig målats över. Motiven är traditionella med Treenigheten avbildad i koret och Yttersta domen på långhustaket. Längs långhustakets sidor finns sex figurscener med bilder ur den bibliska historien.

## Inventarier
- Dopfunten av täljsten är från 1200-talet och består av rund cuppa med skaft och fot.
- Altaruppsatsen är sannolikt från 1600-talet och består av en altartavla som är en oljemålning på duk med motiv korsfästelsen. Tavlan flankeras av två bemålade änglar.
- Predikstolen i senbarock med tresidig korg och sexkantigt ljudtak är utförd på 1600-talet.

### Klockor
Storklockan är av senmedeltida normaltyp och saknar inskrift.

### Orgel
Från den första orgeln, byggd 1887 av Salomon Molander, finns fasaden kvar. Nuvarande pipverk tillkom 1954 och byggdes av John Grönvall Orgelbyggeri, men innehåller material från den äldre orgeln. Instrumentet har tolv stämmor fördelade på två manualer och pedal.

## Kyrkogården
Kyrkogården utvidgades 1938 under ledning av Allan Berglund och 1957 byggdes nuvarande sakristia i norr och ersatte en tidigare sakristia från 1767.